# Liste de bâtiments conçus par Alvar Aalto
Cet article est une liste partielle des bâtiments conçus par Alvar Aalto.

## Constructions en Finlande
| Année            | Bâtiment                                                       | Lieu                    | Image | Réf.     |
| ---------------- | -------------------------------------------------------------- | ----------------------- | ----- | -------- |
| 1920             | Maison de la garde                                             | Alajärvi                |       | [ n 1 ]  |
| 1923             | Église de Kauhajärvi (clocher)                                 | Lapua                   |       |          |
| 1923             | École communale de Kauhajärvi                                  | Lapua                   |       | [ n 2 ]  |
| 1923             | Villa Manner                                                   | Töysä                   |       |          |
| 1924             | Bâtiment principal du manoir d'Alatalo                         | Tarvaala, Laukaa        |       |          |
| 1924             | Villa d'été de Tuurala                                         | Kintaus, Petäjävesi     |       | [ n 3 ]  |
| 1925             | Villa d'été de Vekara                                          | Karstula                |       |          |
| 1925             | Maison Nuora                                                   | Jyväskylä               |       |          |
| 1925             | Maison des travailleurs                                        | Jyväskylä               |       |          |
| 1926             | Maison Aira                                                    | Jyväskylä               |       | [ n 4 ]  |
| 1926             | Maison de la garde                                             | Seinäjoki               |       |          |
| 1926             | Maison de l'association pour la paix                           | Jyväskylä               |       | [ n 5 ]  |
| 1926             | Deux kiosques                                                  | Jyväskylä               |       | [ n 6 ]  |
| 1926             | Villa Väinölä                                                  | Alajärvi                |       |          |
| 1926             | Bâtiment principale du domaine d'Ollila                        | Palokka Jyväskylä       |       | [ n 6 ]  |
| 1926             | Toilettes du parc Lounaispuisto                                | Jyväskylä               |       | [ n 6 ]  |
| 1927             | Bureau de contrôle de la viande de Jyväskylä                   | Jyväskylä               |       | [ n 7 ]  |
| 1927             | Bureau de l'usine papetière de Kangas (fi)                     | Jyväskylä               |       | [ n 8 ]  |
| 1928             | Hôpital municipal d'Alajärvi                                   | Alajärvi                |       |          |
| 1928             | Coopérative agricole du sud-ouest de la Finlande               | Turku                   |       |          |
| 1928             | Läntinen Pitkäkatu 20                                          | Turku                   |       |          |
| 1928             | Maison Laurén                                                  | Jyväskylä               |       |          |
| 1928             | Maison du directeur de l'usine Wilhem Schauman                 | Joensuu                 |       |          |
| 1928             | Stations de service d'essence                                  | Jyväskylä               |       | [ n 6 ]  |
| 1929             | Valtiontalo                                                    | Jyväskylä               |       | [ n 9 ]  |
| 1929             | Église de Muurame                                              | Muurame                 |       |          |
| 1929             | Pavillon pour le 700 anniversaire des foires de Turku          | Turku                   |       | [ n 10 ] |
| 1930             | Sanatorium de Paimio                                           | Paimio                  |       | [ n 11 ] |
| 1930             | Bureaux de Turun Sanomat                                       | Turku                   |       |          |
| 1931             | Silo de Toppila                                                | Oulu                    |       |          |
| 1932             | Villa d'été Merry go round                                     | Jyväskylä               |       |          |
| 1933             | Usine de cellulose d'Oulu                                      | Oulu                    |       | [ n 12 ] |
| 1935             | Bibliothèque de Viipuri                                        | Viipuri                 |       |          |
| 1936             | Villa Aalto                                                    | Helsinki                |       | [ n 13 ] |
| 1936             | Théâtre d'été d'Alppila                                        | Alppila, Helsinki       |       | [ n 6 ]  |
| 1938             | Sunila                                                         | Kotka                   |       | [ n 14 ] |
| 1938             | Usine de Sunila                                                | Kotka                   |       |          |
| 1938             | Pavillon forestier de l'exposition agricole                    | Lapua                   |       | [ n 15 ] |
| 1938             | Usine papetière d'Anjala (fi)                                  | Inkeroinen, Kouvola     |       |          |
| 1939             | Maison de la Pohjoismainen Yhdyspankki                         | Karhula, Kotka          |       |          |
| 1939             | Zone résidentielle de Tehtaanmäki                              | Inkeroinen, Kouvola     |       |          |
| 1939             | Terassitalo                                                    | Kauttua, Eura           |       |          |
| 1939             | Villa Mairea                                                   | Noormarkku, Pori        |       | [ n 16 ] |
| 1939             | Tyyppitalo                                                     | Pirkkola, Helsinki      |       | [ n 17 ] |
| 1939             | Café de Lotta                                                  | Inkeroinen, Kouvola     |       | [ n 18 ] |
| 1940             | École de Tehtaanmäki                                           | Inkeroinen, Kouvola     |       |          |
| 1941, 1951       | Pavillon d'Erottaja                                            | Helsinki                |       |          |
| 1941             | Modèles de maisons du village des compagnons d'arme            | Tampere                 |       |          |
| 1942, 1948       | Deux immeubles d'habitation de Strömberg                       | Pitäjänmäki, Helsinki   |       |          |
| 1943–1946        | Chalets de la mine d'Atri                                      | Sirkka, Kittilä         |       |          |
| 1943             | Maison du directeur de la centrale hydroélectrique de Rouhiala | Jääski                  |       |          |
| 1944             | Bâtiments de l'Usine papetière de Kauttua (fi)                 | Kauttua, Eura           |       |          |
| 1945             | Atelier de Väinölä                                             | Jyväskylä               |       | [ n 2 ]  |
| 1945             | Magasin de l'usine Strömberg                                   | Vaasa                   |       | [ n 19 ] |
| années 1940      | Bâtiments des usines Ahlström                                  | Karhula, Kotka          |       | [ n 20 ] |
| 1945–1947        | Maisons et magasin de Karhunkangas                             | Inkeroinen, Kouvola     |       | [ n 21 ] |
| 1946             | Habitation du directeur de la scierie Pihlavan saha            | Pori                    |       |          |
| 1946             | Habitations de la zone de Hongisto                             | Vanaja, Hämeenlinna     |       | [ n 22 ] |
| 1946             | Maison Nieminen                                                | Inkeroinen, Kouvola     |       | [ n 6 ]  |
| 1946             | Korpikoto                                                      | Pertunmaa               |       |          |
| 1946, 1949       | Aaltopuisto                                                    | Vaasa                   |       | [ n 23 ] |
| 1947             | Immeubles d'habitations de la zone industrielle d'Ahsltröm     | Ruotsinpyhtää           |       |          |
| 1948             | Scierie Varkauden saha                                         | Varkaus                 |       | [ n 5 ]  |
| 1948             | Villa Kauppi                                                   | Heinola                 |       |          |
| 1949             | Villa Kihlman                                                  | Näsijärvi, Tampere      |       |          |
| 1950–1951        | Maisons de Pekola                                              | Tampere                 |       |          |
| 1951, 1955       | Rautatalo                                                      | Helsinki                |       |          |
| 1952             | Insinööritalo                                                  | Helsinki                |       |          |
| 1952             | Otahalli                                                       | Espoo                   |       | [ n 24 ] |
| 1952             | Mairie de Säynätsalo                                           | Säynätsalo              |       |          |
| 1952             | Papeterie Enso-Gutzeit                                         | Kotka                   |       |          |
| 1952             | Villa Iltala                                                   | Ramsinniemi, Helsinki   |       |          |
| 1953             | Usine d'engrais de Typpi                                       | Oulu                    |       | [ n 25 ] |
| 1953             | Bâtiments de l’école supérieure de pédagogie                   | Jyväskylä               |       |          |
| 1953             | Villa Manner                                                   | Sondby, Porvoo          |       |          |
| 1954             | groupe de bâtiments                                            | Munkkiniemi, Helsinki   |       |          |
| 1954             | Aerola                                                         | Aviapolis, Vantaa       |       |          |
| 1954             | Laboratoire de technologies mécaniques forestières             | Otaniemi, Espoo         |       | [ 1 ]    |
| 1954             | Lozzi                                                          | Jyväskylä               |       |          |
| 1954             | Lyhty                                                          | Jyväskylä               |       |          |
| 1954             | Philologica                                                    | Jyväskylä               |       |          |
| 1954             | Dortoir                                                        | Jyväskylä               |       |          |
| 1954             | Harkkari                                                       | Jyväskylä               |       |          |
| 1954             | Maison expérimentale de Muuratsalo                             | Muurame                 |       |          |
| 1954             | Centrale hydroélectrique de Pamilo (fi)                        | Uimaharju, Joensuu      |       |          |
| 1955             | Papeterie de Summa (fi)                                        | Hamina                  |       | [ n 26 ] |
| 1955             | Atelier d'Alvar Aalto                                          | Helsinki                |       | [ n 27 ] |
| 1955             | Bibliothèque d'Aalto                                           | Jyväskylä               |       |          |
| 1955             | Gymnase de l’école supérieure de pédagogie                     | Jyväskylä               |       |          |
| 1955             | AaltoAlvari                                                    | Jyväskylä               |       | [ n 28 ] |
| 1955             | Capitolium                                                     | Jyväskylä               |       | [ n 29 ] |
| 1955             | Laboratoire des techniques de montagne                         | Otaniemi, Espoo         |       | [ n 30 ] |
| 1955             | Habitation                                                     | Pitäjänmäki, Helsinki   |       |          |
| 1956             | Siège de l'assurance retraite                                  | Helsinki                |       |          |
| 1956–1960        | Zone résidentielle de Korkalovaara                             | Rovaniemi               |       |          |
| 1957             | Kainula                                                        | Kajaani                 |       |          |
| 1957             | Église des trois croix                                         | Imatra                  |       |          |
| 1957             | Villa d'été                                                    | Torsanjärvi, Ruokolahti |       |          |
| 1958-1987        | Aaltokeskus                                                    | Seinäjoki               |       |          |
| 1958             | Maison de la culture                                           | Helsinki                |       |          |
| 1959–1963        | Immeubles de commerce Ahot                                     | Rovaniemi               |       |          |
| 1960             | Centrale hydroélectrique de Lieksankoski                       | Lieksa                  |       | [ n 31 ] |
| 1960–1964        | Zone d'habitation de Petkele                                   | Hamina                  |       | [ n 32 ] |
| 1961             | Musée de Finlande centrale                                     | Jyväskylä               |       | [ n 33 ] |
| 1961, 1972, 1975 | Lappia-talo                                                    | Rovaniemi               |       |          |
| 1962             | Siège social d'Enso-Gutzeit                                    | Helsinki                |       |          |
| 1962             | Église de la Croix des plaines                                 | Seinäjoki               |       |          |
| 1962             | Centrale thermique                                             | Otaniemi, Espoo         |       |          |
| 1962             | Viitatorni                                                     | Jyväskylä               |       |          |
| 1962             | Centrale hydroélectrique de Pankakoski                         | Lieksa                  |       |          |
| 1964             | Groupe d’immeubles d'Harjuviita                                | Tapiola, Espoo          |       |          |
| 1964             | Ilokivi                                                        | Jyväskylä               |       | [ n 34 ] |
| 1964             | église de Pylkönmäki (rénovation)                              | Saarijärvi              |       |          |
| 1964             | Hôtel d'été de l'Université Aalto                              | Otaniemi, Espoo         |       |          |
| 1965             | Centre commercial                                              | Otaniemi, Espoo         |       | [ n 35 ] |
| 1965             | Bâtiment principal de l'Université Aalto                       | Otaniemi, Espoo         |       | [ n 36 ] |
| 1965             | Rangée d'habitations                                           | Jakobstad               |       |          |
| 1965             | Immeuble commercial SYP                                        | Helsinki                |       |          |
| 1965             | Maison Aho                                                     | Rovaniemi               |       |          |
| 1966             | Laboratoire des techniques de lutte contre les incendies       | Otaniemi, Espoo         |       | ,        |
| 1968             | Bibliothèque municipale de Rovaniemi                           | Rovaniemi               |       |          |
| 1969, 1986       | Maison du livre                                                | Helsinki                |       |          |
| 1969             | Immeuble de la Säästöpankki à Ekenäs                           | Ekenäs                  |       | [ n 38 ] |
| 1969             | Bibliothèque centrale de l'Université Aalto                    | Otaniemi, Espoo         |       |          |
| 1969             | Villa Kokkonen                                                 | Järvenpää               |       |          |
| 1970             | Centre administratif d'Alajärvi                                | Alajärvi                |       | [ n 39 ] |
| 1970             | Département de gymnastique de l'Université de Jyväskylä        | Jyväskylä               |       |          |
| 1970             | Tietotalo                                                      | Jyväskylä               |       | [ n 40 ] |
| 1970             | Villa Skeppet                                                  | Ekenäs                  |       |          |
| 1970             | Sauna                                                          | Ekenäs                  |       | [ 2 ]    |
| 1971             | Château d'eau d'Otaniemi                                       | Otaniemi, Espoo         |       | [ 3 ]    |
| 1971             | Maison Finlandia                                               | Helsinki                |       | [ n 41 ] |
| 1972             | Vestiaire du domaine sportif d'Otaniemi                        | Otaniemi, Espoo         |       |          |
| 1973             | Musée Alvar-Aalto                                              | Jyväskylä               |       | [ n 42 ] |
| 1973             | Sähkötalo                                                      | Helsinki                |       |          |
| 1974             | Villa Oksala                                                   | Ruotsula, Korpilahti    |       | [ n 43 ] |
| 1979             | Église de la Croix                                             | Lahti                   |       |          |
| 1979             | Bureau de la construction de Jyväskylä                         | Jyväskylä               |       |          |
| 1982             | Théâtre municipal de Jyväskylä                                 | Jyväskylä               |       | [ n 44 ] |
| 1988             | Hôtel de ville de Rovaniemi                                    | Rovaniemi               |       | [ n 44 ] |
| 1991             | Bibliothèque municipale d'Alajärvi                             | Alajärvi                |       | [ n 45 ] |

## Constructions hors Finlande
| Année     | Bâtiment                                            | Lieu                             | Image | Réf.     |
| --------- | --------------------------------------------------- | -------------------------------- | ----- | -------- |
| 1932      | Villa Tammekann                                     | Tartu, Estonie                   |       |          |
| 1937      | Pavillon de la Finlande de l'exposition universelle | Paris, France                    |       | [ n 15 ] |
| 1939      | Pavillon de la Finlande de la Foire internationale  | New York, États-Unis             |       | [ n 15 ] |
| 1946      | Pavillon d'Artek                                    | Hedemora, Suède                  |       | [ n 15 ] |
| 1947      | Institut de recherche de Johnson                    | Avesta, Suède                    |       |          |
| 1949      | Baker House                                         | Boston, États-Unis               |       |          |
| 1954      | Usine papetière                                     | Chandraghona, Bangladesh         |       |          |
| 1955–1957 | Hansaviertel                                        | Berlin, Allemagne                |       |          |
| 1956      | Pavillon Aalto                                      | Venise, Italie                   |       | [ n 46 ] |
| 1959      | Maison Louis Carré                                  | Bazoches-sur-Guyonne, France     |       |          |
| 1961      | Aaltohuset                                          | Avesta, Suède                    |       |          |
| 1962      | Maison de la culture Alvar Aalto                    | Wolfsbourg, Allemagne            |       |          |
| 1962      | Tour Aalto                                          | Brême, Allemagne                 |       |          |
| 1962      | Église du Saint-Esprit et centre communautaire      | Wolfsbourg, Allemagne            |       |          |
| 1965      | Nation de Västmanland-Dala                          | Uppsala, Suède                   |       |          |
| 1967      | Tour de Schönbühl                                   | Schönbühl, Suisse                |       |          |
| 1968      | Église Saint-Étienne                                | Detmerode, Wolfsbourg, Allemagne |       |          |
| 1970      | Bibliothèque de l'abbaye de Mount Angel             | Mount Angel (Oregon), États-Unis |       | [ 4 ]    |
| 1971      | Maison nordique                                     | Reykjavik, Islande               |       |          |
| 1972      | Musée d'art moderne d'Aalborg                       | Aalborg, Danemark                |       |          |
| 1980      | église de Santa Maria Assunta à Riola               | Riola di Vergato (it), Italie    |       |          |
| 1988      | Théâtre Aalto d'Essen                               | Essen, Allemagne                 |       |          |

## Conceptions non réalisées
| Année     | Bâtiment                                                                  | Lieu                                                                       | Image | Réf.   |
| --------- | ------------------------------------------------------------------------- | -------------------------------------------------------------------------- | ----- | ------ |
| 1949      | Plan Régional                                                             | Imatra                                                                     |       | [ 5 ]  |
| 1949      | Hôtel de ville et centre administratif                                    | Imatra                                                                     |       | [ 6 ]  |
| 1949      | Centre culturel                                                           | Imatra                                                                     |       | [ 7 ]  |
| 1949      | Théâtre                                                                   | Imatra                                                                     |       | [ 8 ]  |
| 1949      | Bibliothèque                                                              | Imatra                                                                     |       | [ 9 ]  |
| 1950      | Théâtre                                                                   | Säynätsalo                                                                 |       | [ 8 ]  |
| 1950-1955 | Plan régional                                                             | Kemijarvi, Jattila, Muurola, Rovaniemi, Kittilä, et Pelkosenniemi, Laponie |       | [ 10 ] |
| 1952-1954 | Master plan                                                               | Kaskinen                                                                   |       | [ 11 ] |
| 1953      | Laboratoire des technologies papetières                                   | Otaniemi, Espoo                                                            |       | [ 12 ] |
| 1953      | Laboratoire d'acoustique                                                  | Otaniemi, Espoo                                                            |       | [ 12 ] |
| 1953      | Complexe de laboratoires                                                  | Otaniemi, Espoo                                                            |       | [ 12 ] |
| 1954      | Bâtiment de laboratoire de l'institut d'agriculture                       | Tikkurila, Vantaa                                                          |       | [ 13 ] |
| 1955      | Collège technique de l'université d'Oulu                                  | Oulu                                                                       |       | [ 14 ] |
| 1955      | Théâtre et salle de concerts                                              | Oulu                                                                       |       | [ 15 ] |
| 1955      | Maison expérimentale                                                      | Otaniemi, Espoo                                                            |       | [ 1 ]  |
| 1955      | Laboratoire des technologies du béton                                     | Otaniemi, Espoo                                                            |       | [ 1 ]  |
| 1955      | Siège de la Banque nationale d'Irak (en)                                  | Bagdad                                                                     |       | [ 16 ] |
| 1955-1956 | Galerie Gyllenberg                                                        | Helsinki                                                                   |       |        |
| 1955-1956 | Bâtiments de stockage et de bureaux pour Ahlström                         | Karhula                                                                    |       | [ 17 ] |
| 1955-1957 | Hôtel de ville                                                            | Göteborg, Suède                                                            |       | [ 18 ] |
| 1956      | Lincoln Center                                                            | New York                                                                   |       | ,      |
| 1956      | Gare principale de Drottningtorget                                        | Gothenburg                                                                 |       | [ 19 ] |
| 1957      | Sauna et garage pour Tyypi Oy                                             | Oulu                                                                       |       | [ 2 ]  |
| 1957      | Résidence de Kampementsbacken                                             | Stockholm                                                                  |       | [ 20 ] |
| 1957      | Sauna d'Ilmari Luostarinen                                                | Torsajärvi                                                                 |       | [ 2 ]  |
| 1957      | Hôtel de ville                                                            | Marl, Allemagne                                                            |       | [ 21 ] |
| 1958      | Musée d'art                                                               | Bagdad                                                                     |       | [ 22 ] |
| 1958      | Garage d'Enso-Gutzeit                                                     | Summa                                                                      |       | [ 19 ] |
| 1958      | Aile de la bibliothèque du musée                                          | Bagdad                                                                     |       | [ 9 ]  |
| 1958      | Église                                                                    | Lieu non divulgué au Danemark                                              |       | [ 23 ] |
| 1958      | Usine d'Ahlström                                                          | Karhula                                                                    |       | [ 24 ] |
| 1958      | Bureau de Poste et Télégraphe                                             | Bagdad                                                                     |       | [ 16 ] |
| 1958      | Installations paroissiales                                                |                                                                            |       | [ 25 ] |
| 1958      | Hôtel de ville                                                            | Kiruna                                                                     |       | [ 26 ] |
| 1958-1959 | Centre de la jeunesse de Munkkiniemi                                      | Munkkiniemi, Helsinki                                                      |       | [ 27 ] |
| 1959      | Plan d'urbanisme                                                          | Karhusaari et Hanasaari, Helsinki                                          |       | [ 28 ] |
| 1959-1962 | Siège d'Enso-Gutzeit                                                      | Helsinki                                                                   |       | [ 29 ] |
| 1960      | Cinéma                                                                    | Leverkusen, Allemagne                                                      |       | [ 30 ] |
| 1960      | Bibliothèque                                                              | Leverkusen, Allemagne                                                      |       | [ 31 ] |
| 1960-1961 | Plan d'ensemble de la zone de la Centrale hydroélectrique de Lieksankoski | Lieksa                                                                     |       | [ 32 ] |
| 1961      | Place centrale                                                            | Wolfsbourg, Allemagne                                                      |       | [ 33 ] |
| 1962      | Bâtiments de Fennia                                                       | Helsinki                                                                   |       | [ 34 ] |
| 1962      | Liaison de Katajanokka au centre-ville                                    | Katajanokka, Helsinki                                                      |       | [ 35 ] |
| 1962      | Bâtiment de la Stockholms Enskilda Bank                                   | Stockholm                                                                  |       | [ 36 ] |
| 1962      | Centre culturel                                                           | Leverkusen, Allemagne                                                      |       | ,      |
| 1963      | Centre urbain                                                             | Montréal                                                                   |       | [ 40 ] |
| 1963-1965 | Bibliothèque                                                              | Seinäjoki                                                                  |       | [ 31 ] |
| 1963-1967 | Station de service d'essence de la Shell                                  | Otaniemi                                                                   |       | [ 35 ] |
| 1964      | Bâtiment administratif de BP                                              | Hambourg, Allemagne                                                        |       | [ 41 ] |
| 1964      | Centre Sabbagh                                                            | Beyrouth, Liban                                                            |       | ,      |
| 1964      | Bâtiment des assurances Pohjola                                           | Helsinki                                                                   |       | [ 41 ] |
| 1964-1966 | Plan d'ensemble                                                           | Kivenlahti et Soukka, Espoo                                                |       | [ 32 ] |
| 1964-1967 | Institut de la fondation internationale des designers et des architectes  | Beatenberg, Oberland bernois, Suisse                                       |       | [ 43 ] |
| 1965      | Centre urbain                                                             | Castrop-Rauxel, Allemagne                                                  |       | [ 44 ] |
| 1965      | Théâtre                                                                   | Castrop-Rauxel                                                             |       | [ 45 ] |
| 1965      | Hôtel de ville de Castrop-Rauxel                                          | Castrop-Rauxel                                                             |       | [ 46 ] |
| 1966      | Plan d'une ville expérimentale                                            | Gamelbacka, Porvoo                                                         |       | [ 47 ] |
| 1966      | Plan de banlieue                                                          | Pavie, Italie                                                              |       | [ 48 ] |
| 1966      | Palais de concerts                                                        | Sienne, Italie                                                             |       | [ 49 ] |
| 1966-1967 | Musée William Lehtinen                                                    | Helsinki                                                                   |       | [ 50 ] |
| 1966-1971 | Centre culturel                                                           | Kokkola                                                                    |       | [ 45 ] |
| 1966-1971 | Bibliothèque                                                              | Kokkola                                                                    |       | [ 51 ] |
| 1967      | Maison de l'architecture finlandaise                                      | Helsinki                                                                   |       | ,      |
| 1967      | Centre paroissial protestant                                              | Altstetten, Zurich, Suisse                                                 |       | ,      |
| 1968      | Bibliothèque                                                              | Université de Jyväskylä, Jyväskylä                                         |       | [ 51 ] |
| 1975-1976 | Mosquée                                                                   | Djedda, Arabie saoudite                                                    |       | [ 54 ] |
| 1975-1976 | Musée, planétarium, aquarium, auditorium                                  | Djedda, Arabie saoudite                                                    |       | [ 55 ] |